# Токены уклонения
Токены уклонения (англ. Evasion tokens) — суррогатные платёжные средства, обращавшиеся в Британии во второй половине XVIII века для восполнения нехватки разменной монеты.

## Предпосылки возникновения
Дефицит разменной монеты был характерен для ряда крупных европейских государств и их колоний при переходе от феодализма к промышленному способу производства. В тот период, когда преобладал аграрный способ производства, широко был распространён натуральный обмен. Деньги в основном чеканились из ценных монетных металлов (серебро, золото) и использовались для сбора налогов. Государство не видело для себя выгоды в чеканке разменной монеты.
К середине XVIII века в Британии сложилась ситуация, когда множество крестьян стали работать на промышленных предприятиях. Если труд сельскохозяйственных батраков можно было оплачивать в основном натурой, то для оплаты промышленных рабочих уже понадобились монеты, в то время как монетный двор чеканил недостаточное их количество.

## Период «токенов уклонения»
С середины XVIII века частные чеканщики Британии и Ирландии при попустительстве королевских властей начинают чеканить монетовидные токены для использования в мелких расчётах. Это были жетоны, напоминавшие по массе и дизайну монеты номиналом в полпенни, однако с намеренно грубым или вымышленным дизайном с тем, чтобы, с одной стороны, напоминать имевшиеся в обороте монеты, а с другой, отличаться от них настолько, чтобы власти не могли обвинить чеканщиков в фальшивомонетничестве.
Обычно на лицевой стороне изображался профиль, напоминавший профиль короля либо другого известного лица, и помещалась легенда, отличавшаяся от легенды официально чеканившихся монет. На обороте изображалась фигура сидящей Британии или ирландская арфа.

## Исчезновение
На рубеже XVIII в. в Британии вместо токенов уклонения входят в оборот более высококачественные и многочисленные токены Кондера. Последние, в отличие от токенов уклонения, не имитировали официально обращавшиеся монеты, а были явно выраженными частными выпусками, а их численность в обороте всего за несколько лет достигла нескольких миллионов. Вскоре после этого, осознав масштаб проблемы, монетный двор наконец начинает массовую чеканку разменной монеты из меди.
В Канаде, куда попала часть британских токенов, проблема нехватки разменной монеты существовала примерно до 1840-х гг. Как местный ответ на проблему, там начали чеканить «кузнечные токены», на смену которым пришли официально одобренные и высококачественные токены банков Торонто и Монреаля.

## Коллекционная стоимость
В настоящее время большая часть «токенов уклонения» оценивается в суммы от нескольких десятков до нескольких сотен долларов США. Их качество никогда не превышает VF, а чаще F (хотя в среднем оно всё равно лучше, чем у канадских «кузнечных токенов» намеренно грубого исполнения).